# Егзогена дормантност семена
Егзогена дормантност семена је облик дормантности семена, а према терминологији коју је предложио Ланг са сарадницима, она је парадормантност што представља мировање изазвано физиолошким факторима или биохемијским сигналима пореклом ван дормантне структуре. Контрола активности ембриона долази из неке од окружујућих структура: перикарпа, семењаче па и ендосперма. Овај облик дормантности потврђује се нормалним клијањем ембриона експлантираног из семена. Егзогена дормантност обухвата три типа: физичку, хемијску и механичку дормантност, као и њихове комбинације.

## Физичка дормантност
Физичка дормантност проузрокована је непропустљивошћу омотача (семењаче, перикарпа (или његових делова - ендокарпа, најчешће) и/или ендосперма) за воду и понекад за кисеоник. Семе са овим типом дормантности очува клијавост много година, чак и на високој температури. Најчешће је изазивају (макросклереидне) ћелије семењаче дебелих зидова сличне палисадним (светла линија под микроскопом) и слој кутикуле. За ове врсте се обично каже да имају "тврдо семе" које не бубри ни после 10 дана мочења у води. Клијање започиње тек по омекшавању или оштећивању омотача. Чим се слој пробије вода продире у унутрашњост и долази до бубрења. Многе врсте из фамилија Mimosaceae, Cesalpiniaceae, Papilionaceae, Anacardiaceae, Ericaceae, Rhamnaceae и Sapindaceae имају овај облик дормантности: Acacia spp, Albizia spp, Cytisus spp, Gleditsia spp, Gymnocladus spp, Koelreuteria spp, Laburnum spp, Petteria spp, Rhus spp, Robinia spp, Sophora spp.
Проучавање пропустљивости омотача посебно је значајно за оне врсте код којих сетвени материјал, поред семењаче садржи још неке омотаче, као што је случај код једносемених или ломљивих махуна (lomentum). Питање дораде и уклањања ових структура пресудно је за клијање. Истраживања са сетвеним материјалом багренца (Amorpha fruticosa L.), једносемене жутиловке (Genista monosperma Lam.), леспедезе (Lespedeza bicolor Turcz.) и шибике (Coronilla emerus L.) указују на различиту улогу перикарпа, семењаче и ендосперма код ових врста. 
Код неких лептирњача (Genista monosperma Lam., Lupinus arboreus Sims) у пупчаној бразди, изнад микропиле налази се врста хигроскопног вентила, кога чине палисадне ћелије које бубре ако је влага ван семена већа од оне у семену не дозвољавајући да она допре у семе. При обрнутој ситуацији, "вентил" се отвара због смањења запремине палисадних ћелија које губе влагу и ембрион може да дише. Код других (Albizia lophantha (Willd.) Benth.) мали отвори строфиоле (strophiolаe) у близини хилума затворене су плутастим чеповима, који отпадају интензивним протресањем, притиском или излагањем сувој топлоти (пожару) и омогућују упијање воде. 
Степен тврдоће зависи од климатских услова за време сазревања семена (суша) и фазе зрелости (непропустљивост као последица просушивања или стајања карактеристична је за Symphoricarpus spp.), као и од индивидуалних особина родитељских стабала (код багрема проценат тврдих зрна у зависности од родитељске индивидуе варира од 13-84%). У природи физичка дормантност превазилази се проласком семена кроз цревни тракт животиња или пожаром, радом микроорганизама, смењивањем ниских и високих температура уз обиље влаге, што све може да потраје и више година.

## Хемијска (инхибиторна) дормантност
Карактеристична је за тропске и суптропске врсте. Клијавост је спречена присуством различитих инхибитора као што су фенолне и апсцисинска киселина. У природи под утицајем интензивних падавина ови инхибитори могу бити испрани. Код неких планинских еукалиптуса, хемијски инхибитори у семењачи могу изазвати ненормално и ниско исклијавање, које се може превазићи ниским температурама. У огледима са Camptonia peregrina, потврђено је да је дормантност изазвана хемијским инхибитором (вероватно апсцисинска киселина) у семењачи који се не може испрати. Уклањањем перикарпа и семењаче постигнута је клијавост од 71%, док код контроле није било клијања.
Иако се према Николајевој хемијска дормантност везује само за врсте са сувим непуцајућим плодовима код којих је присутан инхибитор у перикарпу, овде се може сврстати и низ врста са инхибиторима у омотачима плода (најчешће сочним) или семењачи. Тип који је од више аутора назван инхибиторном дормантношћу.
Ако се семе врста код којих нема сметњи у клијању стави на филтер папир натопљен соком или раствореном пулпом неких врста бобица, коштуница или других типова сочних плодова, често долази до блокаде клијања што јасно указује на присуство инхибиторних материја у сочном омотачу. Истраживања са семеном салате (Lactuca тест) потврдила су постојање инхибиторних материја код Cotoneaster horizontalis Decne., Ilex aquifolium L., Juniperus chinensis 'PFITZERIANA' и Rosa canina L. тако што је пулпа божиковине и кинеске клеке потпуно блокирала клијање, руже у мањој, а дуњарице у најмањој мери.
Köckemann је 1934. године открио у ткиву плода парадајза супстанцу (киселину карактеристика сличних апсцисинској) растворљиву у етру која је инхибирала клијање семена парадајза. Назвао ју је "Бластоколин". Овој супстанци приписивана је главна кривица за инхибиторну дормантност. Касније је утврђена улога органских киселина: сирћетне (најјачи инхибитор), оксалне, винске, јабучне, ћилибарне и лимунске (најслабији инхибитор). У мањој мери су инхибитори и тршчани, грожђани и воћни шећер. У семењачи јеле налази се терпентин коме се приписује инхибиторно дејство. Током зиме он испари тако да семе несметано клија у пролеће. Клијање семена неких врста је блокирано поред осталог и кумарином, β-индолсирћетном киселином, незасићеним лактонима, неким ферментима...  који могу да се нађу у ендосперму или семењачи (али и ембриону), у различитој концентрацији.
Ниске концентрације ових истих супстанци, међутим, могу да делују и стимулативно. Данас се сматра да се апсцисинској киселини, која подстиче старење и опадање асимилационих органа и има пресудну улогу код неких типова физиолошке дормантности, може приписати главни утицај и код инхибиторне дормантности.
На степен инхибиторне дормантности утичу индивидуалне разлике материнских биљака, садржај воде у плодовима, степен зрелости, начин дораде, старост семена...

## Механичка дормантност
Механички отпор расту ембриона ствара чврста семењача перикарп и/или ендосперм, што успорава клијање. Често ткиво које пуцајуће делове плода држи заједно мора да омекша, иако је семе ибибирано. Сама механичка дормантност је ретка, и обично је удружена са другим облицима. Неке од врста које показују овај тип дормантности су: Crataegus spp, Elaeagnus angustifolia L., Prunus avium L., Symphoricarpus spp, Juglans nigra L., Olea europaea L., Carya spp. Механичка дормантност може да буде сметња и за исклијавање семена неких врста четинара. Код семена Pinus cembra L. (са комбинованим егзо и ендогеним облицима дормантности) јавља се спречавање продора кисеоника и механички отпор клици док семењача истовремено пропушта воду (+ дормантан ембрион). Код липа рожнат ендосперм представља механичку сметњу клијању. Механичка дормантност код неких врста у природи се превазилази проласком кроз цревни тракт животиња које се хране плодовима тих врста или радом микроорганизама у земљишту по опадању плода.

## Комбинована дормантност
Код неких врста јављају се различите комбинације егзогених типова дормантности, а семе неких других има сметње које су комбинација егзогених и ендогених дормантности. Тако глогови, липе, тиса, граб, клеке, дрен... имају непропустљиве семењаче и физиолошку дормантност ембриона. 